# 스마트솔루션즈
주식회사 스마트솔루션즈(영어: Smart Solutions)는 에디슨모터스 산하였다가 다시 독자기업이 된 소규모 회사이다.

## 역사
2000년에 쎄미시스코라는 법인으로 설립되었으며, 2011년 11월에 코스닥 시장에 상장하였다. 2016년 3월에는 중국의 자동차 제조업체인 JAC 자동차와 업무계약을 체결하여 그해 세종특별자치시와 MOU를 체결한 다음 11월에 착공하여 2017년 5월에 세종시 미래산업단지 인근에 공장을 세웠으며, 2017년 12월부터 일부 이마트 지점에 매장을 개설한 다음 2018년 2월부터 출고를 시작했다.
2021년 6월 2일, 버스 제조업체인 에디슨모터스에 인수됨에 따라 에디슨EV로 상호를 변경하였다.
2022년 6월 8일에는 에디슨모터스에서 스마트솔루션즈로 상호를 변경하였다.
2023년 1월 25일에는 주주가 에너지솔루션즈에서 리얼픽으로 변경되었다.
2024년 7월 16일에 감사의견 거절을 사유로 상장폐지되었다.

## 차량
- D2
- EV Z[4][5]